# Kościół Świętej Trójcy w Czudcu
Kościół Świętej Trójcy – rzymskokatolicki kościół parafialny należący do dekanatu Czudec diecezji rzeszowskiej.
Jest to świątynia wzniesiona w latach 1713–1740 przez ówczesnego dziedzica Czudca Józefa Grabieńskiego, jako wotum wdzięczności za cudowne uzdrowienie od śmiertelnej choroby, którego doświadczył przed obrazem Matki Bożej Łaskawej (nieznanego artysty). Nowo wybudowany kościół został konsekrowany w 1734 roku przez biskupa Andrzeja Pruskiego, sufragana przemyskiego. Budowla została wzniesiona w stylu barokowym i posiada 3 nawy, 2 kaplice i 1 zakrystię. 